# Ayna (Band)
Ayna ist eine türkische Rockband, die im Jahr 1996 gegründet wurde.

## Geschichte
Im Jahr 1997 erschien das Debütalbum Gittiğin Yağmurla Gel. Die Single-Auskopplung Ölünce Sevemezsem Seni gehört heute zu den erfolgreichsten Hits der Band. Vom ersten Album wurde zudem eine Remix-Version veröffentlicht. Im Jahr 1999 gewann die Band einen Altın Kelebek Award in der Kategorie Beste Musikgruppe. Bis heute veröffentlichte Ayna 10 Alben, wovon das Letzte teilweise Wiederaufnahmen von älteren Songs beinhaltet als Jubiläum des 20-jährigen Bestehens der Band. Weitere Singles wie Ceylan, Akdeniz oder Severek Ayrılanlar wurden ebenfalls bekannt.

## Diskografie

### Alben
- 1997: Gittiğin Yağmurla Gel
- 1998: Dön Bak Ayna'ya
- 1999: Şarkılar / Türküler
- 2000: Çayımın Şekeri
- 2002: Bostancı Durağı
- 2004: Denizden Geliyoruz
- 2006: Nefes
- 2010: Asmalımescit
- 2011: Mavi Şarkılar
- 2017: 20.1

### Remixalben
- 1997: Gittiğin Yağmurla Gel & Ceylan Remix

### Livealben
- 2004: Buğu-Su

### EPs
- 2020: Öpsem Geçer Mi?

### Singles
| - 1996: Ceylan - 1997: Ölünce Sevemezsem Seni - 1997: Gittiğin Yağmurla Gel - 1998: Kiziroğlu - 1998: Akdeniz - 1998: Arzu Gızım - 1998: Işığa Doğru - 1998: Sen Unutma Beni - 1999: Leyla - 1999: Gelincik - 1999: Fosforlu Cevriye - 1999: Kirpiklerin Ok Ok Eyle - 2000: Sana Ne Oldu Böyle - 2000: Çayımın Şekeri - 2000: Anlatmalıymış Meğer - 2001: Kadınım - 2001: Ahu Gözlüm - 2002: Severek Ayrılanlar - 2002: Tırtıl - 2002: Aynalı Kemer - 2004: Biz Akdenizliyiz | - 2005: Aşık Oldum Anne - 2006: Nefes - 2010: Can Ellerinden Gelmişem - 2010: Asmalımescit - 2010: Gemiler Sapasağlam - 2011: Aşıklar Tepesi - 2013: Ölsem De Kurtulsam - 2015: Sevmek - 2016: Şampiyonluk Yakışır Sana - 2018: Seni Çok Seviyorum - 2018: Mimoza - 2019: Sultan - 2020: İstanbul - 2020: Öpsem Geçer Mi? - 2020: Eylül Akşamı - 2020: Ne Kadar Oldu - 2020: Elveda İstanbul - 2023: Salacak Sahili - 2023: Sonbahar - 2023: Yeter Be Gönül Yeter - 2023: Ey Sevgili Hüzün! |

Quelle:

## Auszeichnungen
- 1997: Kral Türkiye Müzik Award in der Kategorie Beste Musikgruppe
- 1999: Kral Türkiye Müzik Award in der Kategorie Beste Musikgruppe
- 1999: Altın Kelebek Award in der Kategorie Beste Musikgruppe
- 2000: Kral Türkiye Müzik Award in der Kategorie Beste Musikgruppe
- 2001: Kral Türkiye Müzik Award in der Kategorie Beste Musikgruppe